# BM Antequera
Club Balonmano Antequera a fost o echipă de handbal din Andaluzia, Spania, care a evolueat în Liga ASOBAL până în 2012, când a fost desființată datorată unei datorii excesând 800.000 de euro.

## Lot 2009/10
| - 1 Jorge Martínez - 3 Andersson - 5 Nacho Soto - 8 Nacho Moya - 9 Danimir Ćurković - 11 Luisfe - 12 Matías Schulz - 14 Juanan Ramos - 16 Francisco José Palacios |  | - 18 Pérez Canca - 19 Francisco José Morales - 20 Srđan Trivundža - 21 Branislav Obradović - 22 Luis Javier Olmedo - 23 Juan Antonio Vázquez - 24 Rafa Baena - 25 Alexis Rodríguez - 27 Rajko Prodanović |

## Statistici 2008/09
| Liga ASOBAL  | Poziție | Pts | P  | W  | D | L  | F   | A   |
| BM Antequera | 10th    | 26  | 30 | 10 | 6 | 14 | 803 | 823 |

- Goluri:
  - Branislav Obradovic - 109 Goluri
  - Rafael Baena - 95 Goluri
  - Srdjan Trivundza - 90 Goluri